# Paolo Rustichelli
Paolo Rustichelli (Roma, 1953) è un compositore, pianista e tastierista italiano di rock progressivo e smooth jazz, nonché compositore di musica per film.
Con lo pseudonimo di Jay Horus Rustichelli ha composto le canzoni cantate da Ilona Staller e altre sexy star della Diva Futura, nonché le musiche per le colonne sonore dei film e degli spettacoli delle stesse artiste.

## Biografia
È figlio del celebre compositore per musica da film Carlo Rustichelli e fratello dell'attrice e cantante Alida Chelli; è inoltre zio del conduttore televisivo Simone Annicchiarico, figlio della sorella Alida e dell'attore e comico Walter Chiari. Appena adolescente utilizza i primi esemplari di organi elettrici alla fine degli anni sessanta, come Mellotron e Organo Hammond, soprattutto per la realizzazione di colonne sonore. In duo con Carlo Bordini alla batteria, compone e incide per la RCA l'album Opera prima del 1973.
A partire dalla seconda metà degli anni ottanta lo pseudonimo di Jay Horus ha firmato le musiche di pellicole e spettacoli con protagoniste le attrici di Diva Futura e altre: Moana Pozzi, Ilona Staller, Valentine Demy, Lilli Carati, Karin Schubert. Troviamo il suo nome anche in molteplici dischi delle suddette attrici, quale autore dei brani o addetto al missaggio.
Nel 1991 compone e produce l'album Mystic Jazz che contiene brani suonati da Miles Davis (Capri) e da Carlos Santana (Full Moon). Con Santana sviluppa un'amicizia e collaborazione artistica che continuerà anche nel successivo album Mystic Man del 1996, co-prodotto da Carlos Santana per la Island Records. La canzone Full Moon, scritta da Rustichelli, è diventata parte del repertorio di Carlos Santana e viene pubblicata nei suoi album Spirits Dancing in the Flesh del 1990 e Multi Dimensional Warrior del 2009 e in numerose raccolte come The Best of Santana. Partecipano anche all'album Mystic Man artisti come Miles Davis, Herbie Hancock, Wayne Shorter, Andy Summers (The Police) e Jill Jones. La canzone Paisà dell'album raggiunge il primo posto nella classifica Radio & Records Smooth Jazz/NAC degli Stati Uniti.
Nel 2002 il tenore Plácido Domingo canta una speciale versione del brano Kyrie composto e arrangiato per orchestra sinfonica da Paolo Rustichelli per il suo album Sacred Songs.
Il brano My Geisha, tratto dall'album Neopagan del 2006, raggiunge la Top Ten della classifica Radio & Records Smooth Jazz/NAC nel 2006 e 2007 negli Stati Uniti.
Paolo Rustichelli ha musicato molti film, tra le varie colonne sonore per lo schermo: Amici miei - Atto IIIº e Testa o croce di Nanni Loy, Il petomane di Pasquale Festa Campanile, ...e la vita continua di Dino Risi, La neve nel bicchiere di Florestano Vancini, La donna delle meraviglie di Alberto Bevilacqua, Doppia rivelazione (Double Exposure ) di Clauda Hoover, Inganno ad Atlantic City (Gunshy) di Jeff Celentano.
Il brano Med Groove nel 2014 è ripetutamente al primo posto nelle classifiche statunitensi dello smooth jazz e Amazon.com n. 1 Best Sellers. Nel 2015 il brano Walking in Rome entra nelle Top Ten di Billboard al sesto posto.

## Discografia parziale

### Album in studio
- 1973 – Opera prima (con Carlo Bordini)
- 1984 – La bella Otero (con Ángela Molina e Carlo Rustichelli)
- 1991 – Mystic Jazz
- 1991 – Capri
- 1996 – Mystic Man
- 2006 – Neopagan
- 2016 – Soul italiano
- 2019 – Hypnofunk

### Colonne sonore
- 1983 – Double Exposure (Original Motion Picture Soundtrack)

### Singoli
- 1983 – Happy Train
- 2011 – Soul Italiano Smooth Jazz mix
- 2011 – Soul Italiano
- 2011 – Funky Love
- 2012 – Roman Holiday
- 2013 – Vagabond
- 2013 – Rumba Roma
- 2014 – Playa blanca
- 2014 – Med Groove
- 2014 – Walking in Rome
- 2015 – Euro Nights
- 2016 – Don't Stop
- 2016 – Moonlight Adagio (Beethoven)
- 2017 – Voyager
- 2018 – Magic Life
- 2019 – Angelina
- 2019 – Blue Angel
- 2019 – Invincible Sun
- 2020 – Hot

## Canzoni scritte da Jay Horus (parziale)
- 1987 - Cicciolina Muscolo rosso
- 1989 - Moana Pozzi Supermacho
- 1989 - Moana Pozzi L'ultima notte
- 1989 - Moana Pozzi Let's Dance
- 1989 - Cicciolina San Francisco Dance
- 1989 - Petra Lolita bonita
- 1989 - Petra Deja Vù
- 1989 - Lucia Stara No Satisfaction

## Filmografia parziale

### Come Paolo Rustichelli
- Giggi il bullo (1982)
- La belva dalla calda pelle (1982)
- Il trono di fuoco (1983)
- Razza violenta (1984)
- La donna delle meraviglie (1985)
- Il mostro di Firenze (1986)
- Black Tunnel (1986)
- La croce dalle 7 pietre (1987)
- Intrigo d'amore (1988)
- I frati rossi (1988)
- Il giustiziere del Bronx (1989)
- Io Gilda (1989)
- Spogliando Valeria (1989)
- Jiboa, il sentiero dei diamanti (1989)
- Casa di piacere (1989)

### Come Jay Horus
- Orgia atomica, regia di Riccardo Schicchi (1984)
- Porno Poker, regia di Riccardo Schicchi (1985)
- Telefono rosso, regia di Riccardo Schicchi (1985)
- Banane al cioccolato, regia di Riccardo Schicchi (1986)
- Cicciolina number one, regia di Riccardo Schicchi (1986)
- Karin l'ingorda, regia di Giorgio Grand (1986)
- I racconti sensuali di Cicciolina, regia di Riccardo Schicchi (1987)
- Marina 10+, regia di Luigi Soldati (1987)
- Messalina oggi, regia di Luigi Soldati (1987)
- Fantastica Moana, regia di Riccardo Schicchi (1987)
- Moana la bella di giorno, regia di Riccardo Schicchi (1987)
- Moana la scandalosa, regia di Riccardo Schicchi (1987)
- Una moglie molto infedele, regia di Giorgio Grand (1987)
- Karin moglie vogliosa, regia di Giorgio Grand (1987)
- Supermaschio per mogli viziose, regia di Giorgio Grand (1987)
- Carne bollente, regia di Giorgio Grand (1987)
- Una ragazza molto viziosa, regia di Giorgio Grand (1987)
- Karin & Barbara le supersexystar, regia di Giorgio Grand (1988)
- Il vizio preferito di mia moglie, regia di Giorgio Grand (1988)
- Una scatenata moglie insaziabile , regia di Giorgio Grand (1988)
- Diva Futura - L'avventura dell'amore, regia di Ilona Staller (1989)
- Lolita 2000, regia di Claudio Papalia (1989)
- La mia preda, regia di Riccardo Schicchi (1989)
- Hard Car - Desiderio sfrenato del piacere, regia di Giovanni Amadei (1989)
- La donna dell'isola, regia di Lorenzo Onorati (1989)
- Madame, nuda è arrivata la straniera, regia di Lorenzo Onorati (1989)

## Spettacoli

### Come Jay Horus
- Diamante, con Ilona Staller, regia di Riccardo Schicchi (1984-1985)
- Sesso telecomandato, con Moana Pozzi, regia di Riccardo Schicchi (1986)
- Curve deliziose, con Ilona Staller, Moana Pozzi, Cornelia Oltean, Ramba, regia di Riccardo Schicchi (1986)
- Perversion, con Ilona Staller, Moana Pozzi, Ramba, regia di Riccardo Schicchi (1987)
- Living In The Paradise, con Ilona Staller, regia di Riccardo Schicchi (1989)
- Pornografia, con Moana Pozzi, regia di Riccardo Schicchi (1989)
- Petra rockstar, con Petra Scharbach, regia di Riccardo Schicchi (1989)

## Riconoscimenti
- Rassegna Nazionale Musiche da Film 
  - 2002 – Premio per la composizione di musica per film